# Hières-sur-Amby
Hières-sur-Amby è un comune francese di 1 167 abitanti situato nel dipartimento dell'Isère della regione dell'Alvernia-Rodano-Alpi.

## Società

### Evoluzione demografica
Abitanti censiti